# Nebahovy
Nebahovy település Csehországban, a Prachaticei járásban. Nebahovy Hracholusky, Chroboly, Prachatice, Žernovice, Vitějovice, Mičovice és Lhenice településekkel határos. Lakosainak száma 620 fő (2024. január 1.).

## Népesség
A település lakosságának változását az alábbi diagram mutatja:
| Lakosok száma | 1059 | 1036 | 844  | 581  | 407  | 425  | 558  | 579  | 610  | 620  |
|               | 1869 | 1890 | 1921 | 1950 | 1980 | 2001 | 2017 | 2019 | 2022 | 2024 |